# Wełyka Babka
Wełyka Babka (ukr. Велика Бабка) – wieś znajdująca się na Ukrainie, w obwodzie charkowskim, w rejonie czuhujewskim. W 2001 roku liczyła 700 mieszkańców.

## Historia
Wieś została założona w połowie XVII wieku. Od 1817 do 1857 roku była osiedlem wojskowym. Mieszkańcy trudnili się rolnictwem, rzemiosłem i jednocześnie pełnili służbę wojskową. We wsi działały fabryka saletry i cegielnia. W czasach radzieckich w miejscowości znajdował się kołchoz im. Lenina.

## Obiekty
We wsi znajdują się m.in. szkoła, cerkiew i pomnik żołnierzy radzieckich walczących w latach 1941–1945.